# 아즈사바시역
아즈사바시역(일본어: 梓橋駅)은 일본 나가노현 아즈미노시에 위치한 동일본 여객철도 오이토 선의 철도역이다. 역 번호는 38번이며, 단선 승강장 1면 1선의 구조를 갖춘 지상역이다.

## 이용 현황
| 승차 인원 추이 | 승차 인원 추이 |
| 연도           | 1일 평균       |
| -------------- | -------------- |
| 2000           | 494            |
| 2001           | 462            |
| 2002           | 429            |
| 2003           | 425            |
| 2004           | 424            |
| 2005           | 432            |
| 2006           | 450            |
| 2007           | 427            |
| 2008           | 427            |
| 2009           | 402            |
| 2010           | 416            |
| 2011           | 441            |
| 2012           | 451            |
| 2013           | 463            |
| 2014           | 448            |
| 2015           | 452            |

## 역 주변
- 아즈사 강

## 역사
- 1915년 1월 6일 : 시나노 철도가 마쓰모토시 역 - 도요시나역 간을 개통해, 개업, 여객 영업만.
- 1916년 9월 18일 : 미나미마쓰모토 역을 마쓰모토 역으로 통합해서 공동 사용역화해, 이 역 경유로의 여객 연락 수송을 개시.
- 1926년 1월 8일 : 시나노 철도가 전 노선 전철화해, 여객 열차를 전철화.
- 1937년 6월 1일 : 시나노 철도의 국유화.
- 1957년 8월 15일 : 나카쓰치역 - 고타키역 간이 개통해서 전 노선 개통해, 오이토 선으로 개칭.
- 1960년 9월 : 마쓰모토 역 - 시나노오마치역 간의 화물 열차를 전철화.
- 1987년 4월 1일 : 일본국유철도 분할 민영화에 의해, 동일본 여객철도가 승계.
- 2015년 8월 24일 ~ 12월 11일 : 역사 개축.

## 인접 역
| 동일본 여객철도 오이토 선     | 동일본 여객철도 오이토 선 | 동일본 여객철도 오이토 선                    |
| ----------------------------- | ------------------------- | -------------------------------------------- |
| 39 시마타카마쓰 마쓰모토 방면 | ■ 오이토 선               | 히토이치바 37 미나미오타리 · 이토이가와 방면 |